# Ensayo sobre el entendimiento humano
El Ensayo sobre el entendimiento humano (en inglés: An Essay Concerning Human Understanding), publicado en 1690, es, probablemente, la obra más conocida de John Locke.
La obra no solo representa una minuciosa descripción funcional del acto de conocimiento, ya que adelanta también una división de las ciencias y campos del saber, al tiempo que plasma una viva imagen de la naturaleza de la razón humana. En el libro se encuentran las primeras bases del denominado empirismo inglés, el cual George Berkeley y, sobre todo, David Hume llevarían a sus más altas consecuencias.
Locke rechazaba las «ideas innatas» cartesianas y afirmaba que, antes de la experiencia, el entendimiento se encuentra vacío como una hoja en blanco o como una tabla rasa. No hay ideas innatas ni en el plano teorético ni en el práctico o moral. Las cualidades sensibles de los objetos son transmitidas a la mente a través de los sentidos. Esta es la primera fuente del conocimiento, la sensación o experiencia externa. La segunda fuente del conocimiento es la reflexión, o experiencia interna, que es la percepción que la mente tiene de su propia actividad mental.

## Traducción española
El Ensayo no fue traducido al español hasta 1956, por Edmundo O'Gorman y fue publicado por el Fondo de Cultura Económica. La edición de O'Gorman es bastante ceñida al estilo de Locke (O'Gorman comparó el texto de la edición inglesa de 1710 y la edición francesa publicada en vida de Locke y aprobada por él); teniendo tan solo, desde 1956, dos ediciones (la segunda edición, que es la más fácil de conseguir, debido a que la primera está prácticamente agotada, incluye un completo y extenso prólogo, un retrato de Locke y un par de notas que se le pasaron por alto a O'Gorman).